# 人报 (无锡)
《人报》，是中华民国江苏省无锡市的一个政治型日刊小报，1932年2月26日创刊，无锡人报社出版发行。

## 沿革
1932年2月26日，国民政府立法委员的王昆仑及其好友孙翔凤、华芳增等共同出资创办，在无锡创办《人报》，由新成立的无锡人报社出版发行。报纸为竖版，四版四开。报纸不定期发行副刊《医药研究》。1933年，经中共南京市委书记卢志英发展，王昆仑同年夏天加入中国共产党。王昆仑通过《人报》发展组织读书会，宣传思想。1937年11月14日，由于报馆被侵华日军焚毁而被迫停刊。抗日战争结束后，1946年2月6日宣布复刊，1949年4月23日终刊。